# Elementos de IA
Elementos de IA é um curso online aberto e massivo (MOOC) que ensina os fundamentos da inteligência artificial. O curso, lançado originalmente em 2018, foi projetado e organizado pela Universidade de Helsinque e pela empresa de tecnologia de aprendizagem MinnaLearn. O curso inclui módulos sobre aprendizagem de máquina, redes neurais, filosofia da inteligência artificial e uso da inteligência artificial para resolver problemas. É composto por duas partes: Introdução à IA e sua sequência, Construindo IA, que foi lançada no final de 2020.
O departamento de ciência da computação da Universidade de Helsinque é conhecido como a alma mater de Linus Torvalds, um engenheiro de software finlandês-americano que é o criador do kernel Linux, que é o kernel para sistemas operacionais Linux.

## Promessa da UE em relação à IA
O governo da Finlândia comprometeu-se a oferecer o curso a todos os cidadãos da UE até ao final de 2021, uma vez que o curso está disponível em todas as línguas oficiais da UE. A iniciativa foi lançada no âmbito da Presidência finlandesa do Conselho da União Europeia em 2019, tendo a Comissão Europeia fornecido traduções dos materiais do curso.
Em 2017, a Finlândia lançou uma estratégia de IA para permanecer competitiva no campo da IA em meio à crescente competição entre a China e os Estados Unidos. Com o apoio de empresas privadas e do governo, o objetivo agora concretizado da Finlândia era conseguir que 1% dos seus cidadãos participasse nos Elementos da IA.
Outros governos também deram apoio ao curso. Por exemplo, o Ministro Federal da Economia e Energia da Alemanha, Peter Altmaier, encorajou os cidadãos a participarem no curso para ajudar a Alemanha a obter uma vantagem competitiva na IA. O Ministro da Energia e do Desenvolvimento Digital da Suécia, Anders Ygeman, afirmou que a Suécia pretende ensinar a 1% da sua população os princípios básicos da IA, tal como a Finlândia fez.

## Participantes
A Elements of AI matriculou mais de 1 milhão de estudantes de mais de 110 países até maio de 2023. Um quarto dos participantes do curso tem 45 anos ou mais, e cerca de 40% são mulheres. Entre os participantes nórdicos, a percentagem de mulheres é de quase 60 por cento.
Em setembro de 2022, o curso estava disponível em finlandês, sueco, estoniano, inglês, alemão, letão, norueguês, francês, belga, checo, grego, eslovaco, esloveno, letão, lituano, português, espanhol, irlandês, islandês, maltês, croata, romeno, italiano, holandês, polaco e dinamarquês.